# Подконьце
Подконьце (пол. Podkońce) — село в Польщі, у гміні Жечнюв Ліпського повіту Мазовецького воєводства.
Населення — 271 особа (2011).
У 1975—1998 роках село належало до Радомського воєводства.

## Демографія
Демографічна структура станом на 31 березня 2011 року:
|          | Загалом | Допрацездатний вік | Працездатний вік | Постпрацездатний вік |
| -------- | ------- | ------------------ | ---------------- | -------------------- |
| Чоловіки | 145     | 30                 | 98               | 17                   |
| Жінки    | 126     | 21                 | 74               | 31                   |
| Разом    | 271     | 51                 | 172              | 48                   |